# Multipeniata
Multipeniatidae
Famille
Genre
Multipeniata est un genre de vers plats, le seul de la famille des Multipeniatidae. Cette famille appartient à l'ordre des Prolecithophora.

## Systématique
Les noms valides complets (avec auteur) de ces taxons sont :
- pour la famille : Multipeniatidae Karling, 1940[1]
- pour l'unique genre : Multipeniata Nasonov, 1927[1]

### Synonymes
Multipeniata a pour synonyme Multipeniata (Paramultipeniata) Kulinitch, 1974.

### Sous-taxons
Selon la base de données World Register of Marine Species (13 décembre 2023), le genre Multipeniata contient le sous-genre et les espèces suivants :
- Sous-genre Multipeniata (Multipeniata) Nasonov, 1927
  - Multipeniata (Multipeniata) batalansae Nasonov, 1927
  - Multipeniata (Multipeniata) birmanse (Westblad, 1956)
  - Multipeniata (Multipeniata) californica Karling & Jondelius, 1995
  - Multipeniata (Multipeniata) kho Nasonov, 1927